# Heinrich II. (Ortenburg)
Heinrich II. († 1257) war der älteste Sohn des Grafen Heinrich I. von Ortenburg und stammte aus dem Hause der Ortenburger. Heinrich folgte 1241 seinem Vater als Graf von Ortenburg nach. Er hatte zudem den Beinamen der Schenker; er wollte mit aller Macht verhindern, dass seine Halbbrüder an seine Besitzungen kamen, und verschenkte daher das Meiste an die Kirche. Heinrich II. war nicht verheiratet und verstarb kinderlos.

## Leben und Wirken
Nach dem Tode seiner Mutter Božislava aus dem böhmischen Adelshaus Přemysl heiratete sein Vater Richgard von Hohenburg. Dies führte dazu, dass sich das Verhältnis zwischen Vater und Sohn sehr zerrüttete. Aus diesem Grund wurde Heinrich II. von seinem Vater 1238 nicht berücksichtigt, als dieser die Grafschaft Murach an seine Söhne Gebhard, Diepold und Rapoto IV. und deren Mutter abtrat.
So kam es, dass er sich nach seines Vaters Tod mit seiner Stiefmutter und deren Söhnen sehr zerstritt. Er versuchte Richgard und seine Stiefbrüder sogar gewaltsam in seine Hand zu bringen, sodass selbst der Kaiser diesen einen Schutzbrief ausstellte. Richgard floh bald zu ihrem Verwandten Herzog Otto II. von Bayern. Dieser brach 1241 mit bewaffneter Macht in die Ortenburger Besitzungen ein, darunter auch die Stammburg Ortenburg, um Heinrich zu zwingen, seine Stiefmutter und -brüder in Frieden zu lassen. Otto nahm dabei die Stadt Vilshofen ein, welche er anschließend nicht mehr zurückgab. Sie blieb in bayerischem Besitz. Der Herzog tat dies nicht nur aus Nächstenliebe zu seiner Verwandten, sondern wollte dadurch auch die Macht des Hauses Ortenburg schwächen.
Heinrich floh vor Otto II. zum Bischof von Passau. Dieser gewährte ihm Unterkunft. Als Gegenleistung gab Heinrich diesem nach und nach immer mehr Güter aus seinen Besitzungen.
1248 floh Heinrich weiter nach Bamberg. Dem dortigen Bischof vermachte er seine ganzen Lehen und seinen ganzen Besitz gegen eine jährliche Rente von 50 Pfund Bamberger Pfennigen. So verlor das Haus Ortenburg nahezu seinen gesamten Besitz bis auf die Burgen Murach und Ortenburg, welche Herzog Otto immer noch besetzt hatte. Das Haus Ortenburg hatte somit nahezu keinen Besitz mehr und sollte nie mehr an die Macht herankommen, die es einmal hatte.